# Station Duppigheim
Station Duppigheim is een spoorwegstation in de Franse gemeente Duppigheim.

## Treindienst
| Serie      | Treinsoort | Route                                                                                    | Bijzonderheden |
| ---------- | ---------- | ---------------------------------------------------------------------------------------- | -------------- |
| TER 830800 | TER (SNCF) | Strasbourg-Ville – Entzheim-Aéroport – Duppigheim – Molsheim – Mutzig                    |                |
| TER 831700 | TER (SNCF) | Strasbourg-Ville – Entzheim-Aéroport – Duppigheim – Molsheim – Obernai – Barr – Sélestat |                |